# Pomnik Wilhelma I w Norymberdze
Pomnik Wilhelma I (niem: Kaiser-Wilhelm-I.-Denkmal) – został postawiony przed kościołem św. Idziego w Norymberdze, aby upamiętnić pierwszego niemieckiego cesarza Wilhelma I.

## Źródła
- Herbert Justin Erlanger: Nürnberger Medaillen 1806-1981. Festschrift zum 100-jährigen Jubiläum des Vereins für Münzkunde Nürnberg e. V. 1982. Teil 1. Germanisches Nationalmuseum, Nürnberg 1985, S. 271.